# 卡萊爾-羅克利奇 (阿拉巴馬州)
卡萊爾-羅克利奇（英語：Carlisle-Rockledge）是一個位於美國阿拉巴馬州埃托瓦縣的非建制地區和人口普查指定地區。根據2010年美國人口普查，該地人口為2137人。

## 地理
卡萊爾-羅克利奇的座標為34°06′52″N 86°07′27″W / 34.11444°N 86.12416°W，而該地最高點為海拔高度327米（即1073英尺）。